# Franz Fegg
Franz Fegg (* 21. November 1954 in Berchtesgaden; † 1. November 2016 vermutl. ebenda) war deutscher Fußballspieler auf der Position eines Stürmers und anschließend Fußballtrainer mit einer UEFA-Profi-Lizenz.

## Leben und Wirken
Geboren in der damaligen Gemeinde Salzberg, wuchs Franz Fegg in der damaligen Gemeinde Au bzw. dem heute ebenfalls zu Berchtesgaden gehörenden Ortsteil Oberau auf, wo er auch zeitlebens seinen Wohnsitz hatte.
Als Spieler war er unter anderem beim TSV Berchtesgaden in der ehemaligen A-Klasse und in den 1980er Jahren sowohl mit dem USK Anif als auch dem Salzburger AK 1914 in der 2. Division der österreichischen Bundesliga aktiv. Mit dieser Mannschaft gewann er unter Trainer Kurt Wiebach in der Saison 1984/85 den Meistertitel und stieg in die erste Bundesliga auf. Nach seinem Abschied vom Salzburger AK 1914 am 1. Juli 1986 spielte er bei einer Reihe von Dritt- und Viertligisten, u. a. den 1. Halleiner SK, SV Schwarzach im Pongau, SV Kuchl, SC Golling und den bayerischen Bezirksligisten SV Schönau-Wegfurt.
Während seiner letzten Saison als Spieler beim USV Hallwang übernahm er bereits vom 23. April 1993 bis 30. Juni 1994 das Traineramt beim ASVÖ FC Puch. Dem Verein blieb er anschließend kurzfristig als Co-Trainer (1. Juli bis 31. Dezember 1994) und, abgesehen von der Saison 1996/97, bis zum 14. Mai 1999 als Trainer verbunden. Am 1. Januar 2001 übernahm er dann das Traineramt beim SV Schwarzach im Pongau bis zum 12. Oktober 2001 sowie vom 27. April bis 30. Juni 2002 beim PSV Schwarz-Weiß Salzburg. Alle Vereine spielten unter ihm in der drittklassigen Regionalliga West. Es folgte eine vierjährige Pause.
Von 1. Juli 2006 bis 12. Dezember 2008 stand er als Co-Trainer von Heimo Pfeifenberger und Edi Glieder beim österreichischen Drittligisten SV Grödig unter Vertrag. Und nach anderthalbjähriger Pause übernahm er anschließend vom 10. Juni 2010 bis 6. April 2012 als Trainer die U 17 des gleichen Vereins. Vermutlich danach, spätestens 2013 hatte er seine Trainerlaufbahn ganz beendet.